# Conus daucus
Espèce
Conus daucus est une espèce de mollusques gastéropodes marins de la famille des Conidae.
Comme toutes les espèces du genre Conus, ces escargots sont prédateurs et venimeux. Ils sont capables de « piquer » les humains et doivent donc être manipulés avec précaution, voire pas du tout.

## Distribution
Locus typicus : à partir des localités citées par Hwass, Clench (1942) a sélectionné l'île de la Guadeloupe. 
Cette espèce est présente dans la mer des Caraïbes, le golfe du Mexique, au large du nord-est du Brésil, la dorsale médio-atlantique nord, la mer Rouge, et dans l'océan Indien au large du bassin des Mascareignes.

### Niveau de risque d’extinction de l’espèce
Selon l'analyse de l'UICN réalisée en 2011 pour la définition du niveau de risque d'extinction, il s'agit d'une espèce très répandue, depuis les Florida Keys et Palm Beach Florida et dans tout le bassin des Caraïbes. Il n'y a pas de menaces connues. Cette espèce est classée dans la catégorie "préoccupation mineure".

## Taxonomie

### Publication originale
L'espèce Conus daucus a été décrite pour la première fois en 1792 par le conchyliologiste danois Christian Hee Hwass dans « Encyclopédie méthodique ou par ordre de matières Histoire naturelle des vers - volume 1 » écrite par le naturaliste français Jean-Guillaume Bruguière (1750-1798),.

### Synonymes
- Conus (Dauciconus) daucus Hwass, 1792 · appellation alternative
- Conus (Dauciconus) hilli Petuch, 1990 · non accepté
- Conus (Dauciconus) vikingorum Petuch, 1993 · appellation alternative
- Conus arausiensis Reeve, 1843 · non accepté
- Conus caribbaeus var. circumpunctatus Nowell-Usticke, 1968 · non accepté
- Conus castus Reeve, 1844 · non accepté
- Conus connectens A. Adams, 1855 · non accepté
- Conus daucus daucus Hwass, 1792 · non accepté
- Conus daucus f. vikingorum Petuch, 1993 · non accepté
- Conus daucus var. luteus Krebs, 1864 · non accepté
- Conus mamillaris Green, 1830 · non accepté
- Conus massemini (Monnier & Limpalaër, 2016) · non accepté
- Conus pastinaca Lamarck, 1810 · non accepté
- Conus sanguinolentus Reeve, 1849 · non accepté
- Conus vikingorum Petuch, 1993 · non accepté
- Cucullus cardinalis Röding, 1798 · non accepté

### Sous-espèces
- Conus daucus daucus Hwass, 1792 accepté en tant que Conus daucus Hwass, 1792
- Conus daucus riosi Petuch, 1986 accepté en tant que Conus riosi Petuch, 1986

### Formes
- Conus daucus f. hilli Petuch, 1990 accepté en tant que Conus hilli Petuch, 1990
- Conus daucus f. vikingorum Petuch, 1993 accepté en tant que Conus daucus Hwass, 1792

### Variétés
- Conus daucus var. luteus Krebs, 1864 accepté en tant que Conus daucus Hwass, 1792